# 3-Brombiphenyl
3-Brombiphenyl ist eine chemische Verbindung aus der Gruppe der polybromierten Biphenyle (PBB).

## Gewinnung und Darstellung
3-Brombiphenyl kann ausgehend durch Reaktion von 2-Acetamidobiphenyl mit Brom in Essigsäure gewonnen werden. Das entstandene Monobromderivat wird in Ethanol/Salzsäure hydrolysiert und alkalisiert, wobei 2-Amino-5-brombiphenyl entsteht. Dieses Zwischenprodukt wird anschließend diazotiert und das Diazoniumsalz durch Erwärmen mit Kupferbronze oder mit Phosphinsäure desaminiert. Man erhält es auch bei der reduktiven Dehalogenierung von 2,5-Dibrombiphenyl.

## Eigenschaften
3-Brombiphenyl ist eine farblose bis braune Flüssigkeit, die praktisch unlöslich in Wasser ist. Die Verbindung reagiert mit Nitraten zu den entsprechenden Nitroderivaten.

## Regulierung
In der Europäischen Union wird 3-Brombiphenyl im Anhang XVII der REACH-Verordnung gelistet und unterliegt in der EU einem Verwendungsverbot in Textilerzeugnissen mit Hautkontakt sowie einem Inverkehrbringensverbot.
In der Schweiz ist die Herstellung und Verwendung von 3-Brombiphenyl – mit Ausnahme von Synthese-Zwischenprodukten – gemäß der Chemikalien-Risikoreduktions-Verordnung verboten.

## Externe Links zu erwähnten Verbindungen
1. ↑  Externe Identifikatoren von bzw. Datenbank-Links zu 2-Acetamidobiphenyl:  CAS-Nr.: 2113-47-5, PubChem: 16447, ChemSpider: 15593, Wikidata: Q27260609.
2. ↑  Externe Identifikatoren von bzw. Datenbank-Links zu 2-Amino-5-brombiphenyl:  CAS-Nr.: 5455-13-0, PubChem: 229550, Wikidata: Q82015974.